# Helmut Baumann (Botaniker)
Helmut Adolf Baumann (* 20. Mai 1937 in Gaildorf; † 15. Mai 2014 in Stuttgart) war ein deutscher Apotheker und Botaniker, der sich insbesondere der Erforschung der europäisch-mediterranen Orchideen widmete. Sein botanisches Autorenkürzel lautet „H.Baumann“.

## Leben
Helmut Baumann ist am 20. Mai 1937 in Gaildorf als zweites von drei Kindern des Ehepaars Paul Baumann und Gertrud Baumann geb. Buck geboren.
Schon sehr früh an der Natur interessiert studierte Helmut Baumann nach dem Abitur 1957 an der Universität Tübingen Pharmazie, was ihm ermöglichte, auch seinen floristisch-botanischen Interessen nachzugehen. Während eines Gastsemesters in Innsbruck 1962 unternahm er viele Exkursionen in die Tiroler Alpen. Ab 1963 arbeitete er als Apotheker zunächst in Wilhelmshaven, dann in Winnenden. 1967 wurde er mit einer Arbeit über den „sterischen Verlauf der Quecksilber(II)-ÄDTA-Dehydrierung“ an der Tübinger Universität zum Doktor rer. nat. promoviert. Ab 1971 betrieb Baumann selbständig eine Apotheke in Böblingen. Baumann war mit Brigitte Dorothee Baumann geb. Heugle (* 1938) verheiratet und Vater zweier Töchter, Susanne und Kathrin.

## Leistungen
Helmut Baumann beschäftigte sich vor allem mit den heimischen und europäisch-mediterranen Orchideen. Dazu unternahm er zahlreiche Exkursionen, fotografierte viele Pflanzenarten, beschrieb eine Reihe neuer Taxa der Orchideen und publizierte verschiedene Bücher zum Thema. Er hatte verschiedene Funktionen im Arbeitskreis Heimische Orchideen inne. Zusammen mit seiner Frau und seiner Tochter Susanne bemühte er sich um die Aufklärung und Deutung der Bilder in der Kräuterbuchhandschrift des Leonhart Fuchs.
Er war auch ein hervorragender Pflanzenfotograf. Seine Bilder sind in seinen Werken über Orchideen überwiegend von ihm selbst. Er lieferte aber auch die meisten Bilder für das achtbändige Werk von Oskar Sebald u. a. Die Farn- und Blütenpflanzen Baden-Württembergs, Stuttgart 1990 bis 1998. Er lieferte auch den Hauptteil der Bilder für Schmeil-Fitschen interaktiv. CD-ROM, Version 1.1. Quelle & Meyer, Wiebelsheim 2002.
Von seinen Aufsammlungen an Pflanzen sind einzelne im Staatlichen Museum für Naturkunde Stuttgart (STU), darunter auch Holotypen.

## Veröffentlichungen (Auswahl)
- Die griechische Pflanzenwelt in Mythos, Kunst und Literatur. München, Hirmer Verlag, 1982. ISBN 3-7774-3370-5.
- European Wild Orchids/Die wildwachsenden Orchideen Europas. Stuttgart, Kosmos-Verlag, 1982.
- mit J. Griese, A. Kleinsteuber: Die Farn- und Blütenpflanzen Baden-Württembergs. Vol. 8: Spezieller Teil (Spermatophyta, Unterklassen Commelinidae, Arecidae, Liliidae), Stuttgart, Ed. Eugen Ulmer, 1998, ISBN 3-8001-3359-8.
- mit Brigitte Baumann (seiner Frau), Susanne Baumann-Schleihauf (seiner Tochter): Die Kräuterbuchhandschrift des Leonhart Fuchs. Stuttgart, Ed. Eugen Ulmer, 2001, ISBN 3-8001-3538-8.
- mit Theo Müller: Farbatlas Geschützte und gefährdete Pflanzen. Sonderausgabe. Stuttgart, Ed. Eugen Ulmer, 2003, ISBN 3-8001-3533-7.
- mit S. Künkele, R. Lorenz: Orchideen Europas mit angrenzenden Gebieten. Stuttgart, Eugen Ulmer, 2006, ISBN 3-8001-4162-0
- mit S. Künkele, R. Lorenz, M.J. Vázquez: Guía de orquídeas de Europa, Groenlandia, Azores, Norte de África y Oriente Medio. Barcelona, Ed. Omega, 2007.
- mit Brigitte Baumann. Die Mainzer Kräuterbuch-Inkunabeln: „Herbarius Moguntinus“ (1484) – „Gart der Gesundheit“ (1485) –  „Hortus Sanitatis (1491)“. Wissenschaftshistorische Untersuchungen der drei Prototypen botanisch-medizinischer Literatur des Spätmittelalters unter Berücksichtigung der Vorläufer „Etymologiae“ (um 630), „Capitulare de Villis“ (um 800), „Hortulus“ (um 840), „Physica“ (1152), „De vegetabilibus“ (1256/1257), „Buch der Natur“ (1475), „Lateinischer Macer floridus“ (1. Hälfte 13. Jahrhundert), „Deutscher Macer floridus“ (1. Hälfte 15. Jahrhundert), „Pseudo-Apuleius-Platonicus“ (1481/1482), „Promptuarium medicinae“ (1483) und „Gart der Gesundheit“, „Hortus Sanitatis“-Nachdrucke von Grüninger (1485/1486), Furter (1486), Dinckmut (1487), Prüss (1497) sowie die in der Bildtradition stehenden Werke „Arbolayre“ (1486/87), „Ruralia commoda“ (1493) und „Liber de arte distillandi“ (1500). Anton Hiersemann, Stuttgart 2010 (= Denkmäler der Buchkunst. Band 15), ISBN 978-3-7772-1020-9.
- Eine seiner letzten Arbeiten erschien posthum: H. Baumann: Zur Nomenklatur und Biologie von Myosotis rehsteineri (Hausm.) Wartm. ex Reut. (Bodensee-Vergissmeinnicht). Jahresh. Gesellsch. Naturk. Württemberg 170/1: 5-24. 2014.

## Ehrungen
Nach Baumann benannte Orchideen:
- Ophrys x baumanniana Sóo
- Dactylorhiza baumanniana J. Hölz. & Künkele
- Epipactis baumanniorum Ströhle (nach dem Ehepaar Brigitte und Helmut Baumann benannt)